# Field-Map
Field-Map je technologie určená ke sběru terénních dat, k dendrometrickým měřením a k mapování. Field-Map je v současné době používán k Národní inventarizaci lesů České republiky a dalších 8 zemí (Maďarsko, Slovensko, Irsko, Island, Rusko, Ukrajina, Peru, Kapské ostrovy).